# 登注俟利
登注俟利（？—553年），郁久闾氏，為亞洲蒙古一帶古國柔然的第十五位君主，登注是铁伐之父親。
登注俟利是候其伏代库者可汗那盖的孙子，敕连头兵豆伐可汗阿那瓌的堂兄弟。552年，阿那瓌被突厥伊利可汗土门打败杀死，登注俟利和长子库提随阿那瓌的儿子庵罗辰归顺北齐。登注俟利的次子铁伐被留在漠北东部的柔然人立为可汗。553年二月，铁伐被契丹人杀害。登注俟利和库提返回漠北，被柔然国人拥立为可汗，同月，被大人阿富提所殺。
| 前任： 铁伐 | 柔然君主 553年立 | 繼任： 库提 |